# Enzo Fernández
Enzo Jeremías Fernández (født 17. januar 2001) er en argentinsk professionel fodboldspiller som spiller som for Premier League-klubben Chelsea og Argentinas landshold. Efter at have haft sit store gennembrud ved verdensmesterskabet i 2022, skiftede han i 2023 til Chelsea, og blev på tidspunktet den dyreste transfer i England nogensinde.

## Klubkarriere

### River Plate

#### Debut og leje til Defensa
Fernández kom igennem ungdomsakademiet hos River Plate, og debuterede for førsteholdet i marts 2020.
Fernández blev i 2020-21 sæsonen udlejet til Defensa y Jusitica. Han imponerede i løbet af lejeaftalen, og var en vigtig del af, at klubben vandt deres første trofæer i klubbens historie, da de sejrede i 2020 udgaven af Copa Sudamericana og 2021 udgaven af Recopa Sudamericana.

#### Førsteholdsgennembrud
Fernández vendte tilbage til River Plate efter sin succesfulde lejeaftale, og blev med det samme etableret som en fast mand på holdet.

### Benfica
Fernández skiftede i juli 2022 til portugisiske Benfica. Han kom fantastisk fra start, efter at have debuteret for klubben. Han blev kåret som månedens spiller i Primeira Liga tre gange i sine første fire måneder i landet, da han vandt prisen i august, oktober og november af 2022.

### Chelsea
Efter længere forhandlinger, skiftede Fernández i januar 2023 til Chelsea, i en aftale som gjorde ham til det dyreste indkøb i engelsk fodbold nogensinde. Denne rekord blev dog slået i august 2023, også af Chelsea, da de købte Moisés Caicedo.

## Landsholdskarriere

### Ungdomslandshold
Fernández spillede i 2019 to kampe for Argentinas U/18-landshold.

### Seniorlandshold
Fernández debuterede for Argentinas landshold den 24. september 2022. Han var del af Argentinas trup som vandt verdensmesterskabet i 2022, og imponerede her. Han blev efter turneringen kåret som turneringens bedste unge spiller.

## Titler
Defensa y Justicia
- Copa Sudamericana: 1 (2020)
- Recopa Sudamericana: 1 (2021)

River Plate
- Argentinas Primera División: 1 (2021)

Argentina
- Verdensmesterskabet: 1 (2022)

Individuelle
- CONMEBOL Copa Sudamericana Sæsonens hold: 1 (2020)
- Verdensmesterskabet Turneringens bedste unge spiller: 1 (2022)